# Quando le donne amano
Quando le donne amano (Adorables créatures) è un film del 1952 diretto da Christian-Jaque.

## Trama
André, giovane affascinante e ricco, sposa la diciottenne Catherine. Dopo la cerimonia nuziale dichiara alla sposa di non aver mai amato un'altra donna prima di lei. In realtà, a vent'anni ha avuto una relazione con Christiane, donna sposata, che dopo aver scoperto il tradimento di suo marito è tornata sui suoi passi temendo di perdere il suo conto in banca. André si è allora consolato con Minouche, allegra divorziata che però l'ha piantato per un industriale tessile maturo ma ricchissimo. Dopo questa seconda delusione finisce con Denise, affascinante vedova, mecenate di giovani artisti ma troppo preoccupata per la sua età; a casa di Denise conosce Alice e, avendo cominciato a corteggiare quest'ultima, viene messo alla porta dalla signora. A questo punto André incontra l'amico Edmond preoccupato per sua figlia Catherine, fuggita con il suo ragazzo. André si lancia all'inseguimento e, recuperata Catherine, se ne innamora e chiede di sposarla. Si calmeranno i bollori di André? Sì, se Catherine lo consentirà.